# Departamento Zapala
Zapala es uno de los 16 departamentos en los que se divide la provincia del Neuquén (Argentina).

## Superficie y límites
Tiene una extensión de 5.200 kilómetros cuadrados y limita al este con el departamento Confluencia, al norte con el departamento Añelo, al norte y oeste con el departamento Picunches y al sur con los departamentos de Catan Lil y Picun Leufú.

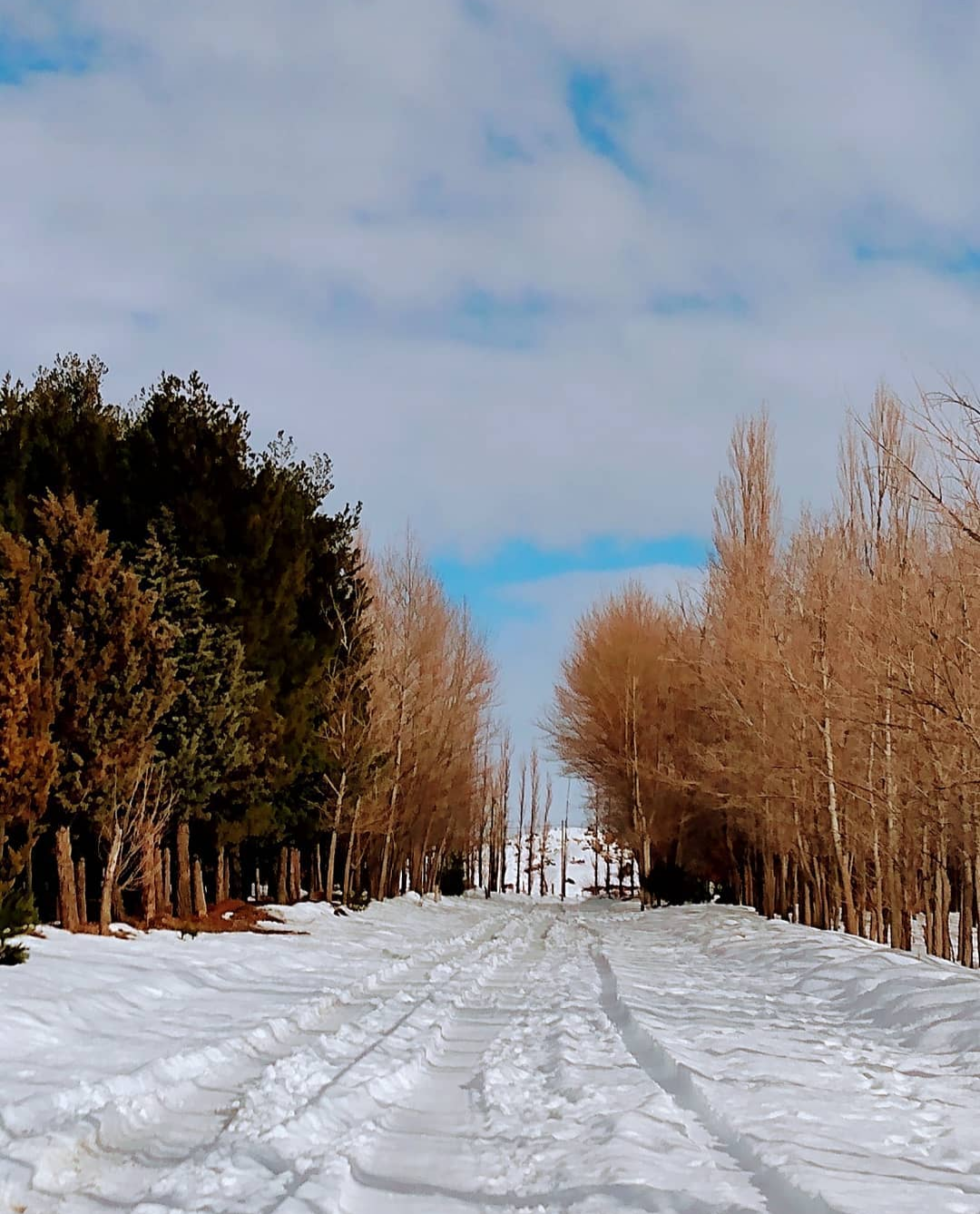
Bosque comunal de Zapala en invierno.

## Población
Según el censo de 2010 INDEC, la población era de 36.549 habitantes.
En 2022, el censo arrojó 45.698 habitantes. Esto significó un incremento del 25.0% y le valió la segunda colocación en la provincia.

## Localidades[5]
- Zapala
- Mariano Moreno
- Ramón M. Castro
- Los Catutos
- El Cristo

## Parajes
- Villa Puente Picun Leufu
- Covunco Abajo
- Los Hornos
- Laguna Blanca
- Laguna Miranda
- Paso de los Indios
- La Amarga
- Ñireco
- Santo Domingo
- Barda Negra
- Bardita
- Mallín del Muerto